# Même pas mort
Albums de Bérurier Noir
Enfoncez l'clown L'Opéra des loups
Même pas mort est un double DVD accompagné d'un CD audio de Bérurier Noir. Il sort en 2003 sur le Folklore de la zone mondiale, le label du groupe.

## Historique
À l'origine il s'agissait pour le groupe de sortir en DVD la vidéo des trois concerts d'adieu à l'Olympia sortis en VHS en 1991 sous le nom de Viva Bertaga, réalisé et coproduit  par François Bergeron. Partis dans l'optique de trois semaines de travail les membres du groupe restèrent en réalité près de neuf mois sur le projet. Le résultat de tout ceci fut le double DVD Même pas mort auquel fut adjoint un CD nommé Bloody Party.
Le premier DVD comporte tout d'abord le concert Viva Bertaga, tourné à l'Olympia les 9, 10 et 11 novembre 1989 lors des trois concerts d'adieu du groupe. D'une durée d'une heure, ce concert filmé par François Bergeron et son équipe permet de retranscrire l'énergie, l'ambiance et l'animation (avec notamment les danseurs et cracheurs de feu) qui se dégageaient des concerts du groupe. À cela s'ajoutent deux heures de commentaires audio qui sont le résumé de plus de neuf heures d'entretiens réalisés par François Bergeron avec chaque membre du groupe pris séparément, ainsi que deux programmes audio : Catharsis, qui contient divers morceaux lives, démos, répétitions et inédit et Samples d'esprit, constitué d'une succession de samples.
Le second DVD se compose de différentes archives vidéo du groupe ainsi que de nouvelles créations : clips, courts métrages, karaokés, passages de différents concerts et extraits de documentaire. On y retrouve aussi 350 photos et 170 affiches du groupe.
Sur les deux DVD se trouvent, à chaque page de présentation des différents menus, des croix vertes fluos. En cliquant dessus (sur ordi) ou en zappant dessus (sur lecteur DVD), on tombe sur des séquences-fantômes diverses et variées (témoignages, clips, making-of, extraits d'interviews, extraits de backstage de concerts...)
Le CD audio présent sur Même pas mort se nomme Bloody Party. Ce disque se compose de morceaux lives inédits (Djebel enregistré à l'Olympia, Manifeste enregistré au festival Nuit Noir à Clermont-Ferrand en 1988...), d'une chanson restée inédite (En pensant), de nouvelles versions de certaines de leurs chansons (Camouflage Dub) et de titres enregistrés en 2003 (Existence, Dérive sentimentale...)

## Liste des titres du CDBloody Party
1. Chromosome Y - 2:25
2. Soleil noir (version inédite) - 2:24
3. Camouflage dub (Inédit) + interlude : chœurs de Vivre Libre ou Mourir - 2:39
4. Existence (inédit) - 0:48
5. Les éléphants - 1:21
6. La nuit noire + interlude : Violon dingue - 2:19
7. Viêt Nam Laos Cambodge (version inédite) - 5:14
8. Protesta (version inédite) - 2:03
9. Fils de (Olympia 1989) - 2:39
10. Nono la mouche (version inédite) - 0:41
11. J'suis zinzin (version inédite) - 2:11
12. Dérive sentimentale (inédit) - 3:38
13. Les rebelles (Olympia 1989) - 3:51
14. Djebel (Olympia 1989) - 3:01
15. En Pensant (version inédite) - 4:12
16. Manifeste (Festival Nuit Noire, Clermont-Ferrand, 1988) - 3:17

Après un blanc de 0:28 apparaissent deux morceaux-fantômes :
1. Camouflage guimbarde (remix) (en bonus caché) - 1:43
2. Shalala 2003 (inédit) (en bonus caché) - 4:08 (ce morceau figurera, en version plus élaborée sous le titre On en a marre, sur l'album Invisible).